# Armorial au lion
Le lion est un animal très présent en héraldique, au point qu'un proverbe très répandu, attesté dès le XIIe siècle, affirmait : « qui n'a pas d'armes porte un lion ». Au Moyen Âge, le lion est considéré comme le roi des animaux terrestres, mais sans autorité sur les oiseaux. C'est cet antagonisme entre l'aigle, reine des cieux et symbole du pouvoir impérial, et le lion, qui va motiver le choix de faire figurer cet animal sur des armoiries. On en trouve de nombreux exemples notamment dans les terres d'Empire.
Beaucoup d'anciennes armoiries sont transmises par filiation ou hommage à un suzerain, et sont parfois reproduites par plusieurs maisons princières et localités. Cette pratique est évidemment fautive, les armoiries ne pouvant avoir qu'un seul porteur, celui de la branche principale. Il reste aux autres branches la possibilité de briser. 
Le nombre d'exemples pouvant devenir excessif pour ce type d'armorial, merci de limiter les exemples aux seuls blasons tirés des pages du fr.wikipedia.

## Lions rampants

### Lions d'or
| Figure | Blasonnement et commentaires |
| ------ | --- |
|        | Duché de Brabant De sable, au lion d'or, armé et lampassé de gueules. 1. après l'acquisition du Limbourg, les ducs écartèlent leurs armes ; 2. le Brabant et le Limbourg passent par héritage aux Valois-Bourgogne ; 3. puis à Philippe III le Bon, duc de Bourgogne ; 4. à Philippe le Beau, roi de Castille de la famille royale Habsbourg ; 5. et à son fils l'empereur Charles V ; 6. actuellement, ces armes sont celles du royaume de Belgique |
|        | Palatinat (même que comté palatin du Rhin) De sable au lion d'or, armé, lampassé et couronné de gueules. Comtes palatins de la maison de Wittelsbach (après 1215) : Écartelé, aux 1 et 4 de sable, au lion d'or, armé, lampassé et couronné de gueules, et aux 2 et 3 fuselé en bande d'azur et d'argent. |
|        | Famille Delpuech, de Saint-Antonin en Rouergue De sable, au lion d'or, et une épée de gueules, posée en pal, brochant sur le tout. (Armorial 1667) |
|        | Famille Pierre-Buffière, de Chamberet, vicomte de Comborn, barons de Chabenet De sable, au lion d'or, armé et lampassé de gueules. |
|        | Famille de La Roche-Aymon De sable semé d'étoiles d'or, au lion du même armé et lampassé de gueules brochant. |
|        | Famille de Graçay (Nivernais) D'azur, au lion d'or grimpant. |
|        | Famille de Saulx-Tavannes (Bourgogne) D'azur à un lion d'or, armé et lampassé de gueules. |
|        | Maison de Brienne (Champagne) D'azur au lion d'or armé et lampassé de gueules. |
|        | Maison de Rochedragon (Auvergne) D'azur au lion d'or, armé, lampassé et couronné de gueules. |
|        | Comtes de Nevers (éteints en 1181), puis comtes de Bourgogne (à partir de 1279) D'azur semé de billettes d'or au lion du même, armé et lampassé de gueules, brochant sur le tout. |
|        | Comtes de Gueldre (de 1236 à 1276) Reprirent le blason des comtes de Nevers, les seules différences étant les griffes et la langue qui étaient d'or. |
|        | Comtes de Nassau D'azur, semé de billettes, au lion coiffé d'une couronne fermée, le tout d'or, armé et lampassé de gueules. Henri II, comte de Nassau, ayant épousé Mathilde de Gueldre (en 1221), c'est possible que les armoiries des Nassau soient une brisure de celles des Gueldre. Modifiées (le lion brandit une épée et tient dans l'autre patte des flèches), de nos jours ce sont les armes du royaume des Pays-Bas                       |
|        | Famille d'Hotot D'azur semé de molettes d'éperon d'or au lion de même armé et lampassé, brochant. Seigneurs de Vascœuil (de 1236 à 1338). |
|        | Ducs de Gueldre (à partir de 1276) D'azur au lion d'or armé, lampassé et couronné de gueules. 1. ducs de Gueldre et de Juliers (voir aussi : Courtoisie héraldique) 2. ducs de Lorraine, issus de René II et de Philippine de Gueldre |
|        | Bourbon-Lancy, ancien de Mathilde de Dampierre, comtesse de Nevers, d’Auxerre et de Tonnerre D'azur au lion d'or accompagné de huit coquilles du même rangées en orle. Blason des premières maisons de Bourbon, avec des couleurs modifiées, accordé à la ville de Bourbon-Lancy par Eudes de Bourgogne (époux de la comtesse Mathilde). |
|        | Royaume de Suède (ancienne) D'azur, à trois barres ondées d'argent, au lion couronné d'or. Normandie |
|        | Royaume de Norvège De gueules, au lion couronné d'or, tenant dans ses pattes une hache d'argent, emmanchée aussi d'or. |
|        | Famille de Lautrec (Languedoc) De gueules au lion d'or. |
|        | Famille de Guénégaud (Île-de-France) De gueules au lion d'or. |
|        | Soule De gueules au lion d'or. |
|        | Charolais De gueules au lion la tête contournée d'or, armé et lampassé d'azur. |
|        | Richard Cœur de Lion (1157 † 1199), roi d'Angleterre De gueules à deux lions affrontés d'or. (portées de 1191 à 1198) |
|        | Marcillé-Robert De gueules au lion d'or surmonté d'un lambel du même. |
|        | Famille de Morlhon de Laumières De gueules, au lion d'or accompagné de trois besants du même, deux en chef et un en pointe. |
|        | Comtes de Shrewsbury (Angleterre) De gueules, au lion d'or, dans une bordure échancrée du même. |
|        | Royaume de Bulgarie De gueules au lion couronné d'or, tous dans une bordure du même. |
|        | Famille de Brucamps (Picardie) De sinople au lion d'or, lampassé et armé de gueules. |
|        | Aurigny de sinople, au lion d'or, lampassé et armé de gueules, couronné de la couronne de Saint-Edouard, tenant dans sa dextre un rameau (de genêt) d'argent fruité de gueules.. |

### Lions d'argent
| Figure             | Blasonnement et commentaires |
| ------------------ | --- |
|                    | Royaume de Bohême De gueules, au lion d'argent à la queue fourchée et passée en sautoir, couronné, armé et lampassé d'or. |
|                    | Comtes de Montfort De gueules au lion à la queue fourchée d'argent. Seigneurie de Castres : |
|                    | Famille de Pas de Feuquières (Artois) De gueules au lion d'argent. |
|                    | Maison de Sabran (Provence) De gueules au lion d'argent. |
|                    | Famille de Clisson De gueules au lion d'argent, couronné, lampassé et armé d'or. |
|                    | Maison de Vitré De gueules au lion contourné et couronné d'argent. |
|                    | Famille de Lescure (Languedoc) De gueules au lion d'argent, entouré de huit besants de même en orle. |
|                    | Famille de Montmorin de Saint-Hérem (Auvergne) De gueules semé de molettes d'argent, au lion du même brochant. |
| Blason du Lyonnais | Lyonnais De gueules au lion d'argent, au chef (cousu) de France moderne (d'azur à trois fleurs de lys d'or). Ce sont des armes parlantes. |
|                    | Maison Valois-Anjou, comtes du Maine D'azur semé de fleurs de lys d'or à la bordure de gueules chargée au franc quartier d'un lion d'argent. |
|                    | Comté de Gascogne Écartelé, aux 1 et 4 d'azur au lion d'argent et aux 2 et 3 de gueules à la gerbe de blé d'or liée d'azur. |
|                    | Famille Bréart de Boisanger (Bretagne) D'azur au lion d'argent. |
|                    | Famille Lyrot (Anjou) D'azur au lion d'argent. |
|                    | Famille du Breil de Pontbriand D'azur, au lion d'argent, armé, lampassé et couronné de gueules. |
|                    | Comté d'Aoste De sable au lion d'argent armé et lampassé de gueules |
|                    | Famille de Foucher De sable, au lion d'argent. - Supports : deux Mélusine, au naturel. |
|                    | Maison Churchill, ducs de Marlborough (en Grande-Bretagne) De sable, au lion d'argent, avec un canton d'argent à la croix de gueules. Les armoiries furent associées avec celles de Spencer, étant celles du premier ministre Sir Winston Spencer-Churchill aussi. |
|                    | Famille de Kerouzéré. De pourpre, au lion d'argent. |

### Lions de sable
| Figure                  | Blasonnement et commentaires |
| ----------------------- | --- |
|                         | Comté de Flandre et usages ultérieurs D'or au lion de sable armé et lampassé de gueules. Les comtes de Juliers portent les mêmes armes, sans que l'on en connaisse la raison. Ces armes ont donné lieu à deux brisures : - les comtes de Hainaut (écartelé avec l'Hollande) ; - les comtes de Hainaut de la maison de Wittelsbach (le précédent écartelé avec la Bavière) ; - les comtes de Namur (ajout d'une bande de gueules). Le comté de Flandre est ensuite passé à : - Jean sans Peur, duc de Bourgogne ; - Philippe III le Bon, duc de Bourgogne ; - Philippe le Beau, roi de Castille de la famille royale Habsbourg ; - et à son fils l'empereur Charles V |
|                         | Léon (pays breton) D'or au lion morné de sable. (Armes parlantes) |
|                         | Famille de Cavaillon D'or au lion de sable armé et lampassé de gueules. |
|                         | Famille de Bruyères-Chalabre D’or au lion de sable, la queue fourchue, nouée et passée en sautoir. |
|                         | Famille d'Ourches D'or au lion de sable. |
|                         | Maison de Grasse (seigneurs d'Antibes), Famille de Grasse D'or au lion de sable, armé, lampassé, couronné de gueules. |
| Blason famille de Namur | Famille de Namur D'or au lion de sable armé, lampassé, couronné de gueules. |
|                         | Famille de La Tousche-Marigny D'or au lion de sable armé, couronné, lampassé de gueules. |
|                         | Famille de Saunhac de Belcastel D'or au lion de sable, armé, lampassé et couronné de gueules, accompagné de douze carreaux du même en orle. |
|                         | Seigneurie de Beaujeu D'or au lion de sable armé et lampassé de gueules, brisé d'un lambel de cinq pendants du même brochant sur le lion. Il semble que ces armes soient une brisure de celles des comtes de Flandre, car le premier sire à les porter est gendre d'un comte de Flandre. Ces armes furent utilisées dans les armoiries de Pierre de Beaujeu (1438 † 1503) |
|                         | Amplepuis D'or au lion de sable, armé et lampassé de gueules, au lambel de cinq pendants du même brochant sur le tout, à la bordure engrêlée d'azur. |
|                         | Famille de Chissé Parti d'or et de gueules, à un lion de sable armé, viléné et lampassé de gueules brochant sur le tout. |
|                         | Famille de Calmont d'Olt (Guyenne) D'argent au lion de sable. |
|                         | Famille de Polastron (Languedoc) D'argent au lion de sable, lampassé de gueules. |
|                         | Famille de La Fruglaye (Bretagne) D'argent au lion de sable, armé et lampassé de gueules. |
|                         | Famille de Chaunac de Lanzac (Guyenne) D'argent, au lion de sable, armé, lampassé et couronné de gueules. |
|                         | Famille des Nos (Maine) D'argent au lion de sable, armé, lampassé et couronné de gueules. |
|                         | Famille des Ages (Limousin) D'argent, au lion de sable couronné d'or, armé et lampassé de gueules. |
|                         | Famille de L'Estendart (Artois) D'argent au lion de sable à queue fourchée, lampassé et armé de gueules, chargé sur son épaule d'un écusson d'argent à trois fasces de gueules. |
|                         | Famille de La Motte-Baracé (Anjou) D'argent au lion de sable cantonné de quatre merlettes du même, chargé en cœur d'un écusson d'argent à la fasce de gueules fleurdelisée de six pièces. |
|                         | Chablais D'argent semé de billettes de sable au lion du même brochant sur le tout. |
|                         | Famille d'Estouteville Burelé d'argent et de gueules ; au lion de sable, armé, lampassé et couronné d'or, brochant sur le tout. |

### Lions d'azur
| Figure | Blasonnement et commentaires |
| ------ | --- |
|        | Clan Crichton (Écosse) D'argent, au lion d'azur, armé et lampassé de gueules. Ces armoiries furent écartelées avec celles de Stuart pour former les armoiries des marquis de Bute.                                                             |
|        | Comté de Vendôme avant 1403 : d'argent au chef de gueules, au lion d'azur, armé, lampassé et couronné d'or, brochant sur le tout |
|        | Famille de Reviers D'or, au lion d'azur. |
|        | Famille Le Rousseau Fascé de six pièces d’or et de sinople, au lion brochant d’azur, couronné et lampassé de gueules. |
|        | Maison Lyon, comtes de Strathmore et Kinghorne D'argent, au lion d'azur, armé et lampassé de gueules, au double trescheur fleuronné et contre-fleuronné d'azur. Ces armes furent écartelées avec celles de Bowes depuis 1822. Armes parlantes. |

### Lions de gueules
| Figure                  | Blasonnement et commentaires |
| ----------------------- | --- |
|                         | Comtes de Habsbourg jusqu'à Rodolphe Ier (1218 † 1291), qui les posa sur le blason impérial. Ces armes furent aussi celles de Léon VI de Lusignan (1342 † 1393), roi d'Arménie. D'or au lion de gueules, armé, lampassé et couronné d'azur |
|                         | Rois d'Écosse D'or, au lion de gueules, au double trescheur fleuronné et contre-fleuronné du même. Ces armes furent associées à d'autres dans : 1. les armes de François II dauphin et roi d'Écosse 2. les rois de Grande-Bretagne de 1603 à 1714 3. les rois de Grande-Bretagne et Hanovre de 1714 à 1800 4. les rois du Royaume-Uni et Hanovre de 1800 à 1837 5. les rois du Royaume-Uni depuis 1837 6. les Rohan, princes de Soubise Florent III de Hollande, beau-frère du roi Guillaume le Lion, roi d'Écosse, adopta une version simplifiée des armes d'Écosse. Ces armes furent écartelées avec celles des comtes de Hainaut, quand ceux-ci héritèrent de la Hollande, et le tout fut écartelé avec la Bavière. Les deux grandes familles hollandaises issues de la maison comtale, les Teylingen et les Brederode adoptèrent des armes basées sur celles des comtes. |
|                         | Première maison de Bourbon et la maison de Dampierre-Bourbon D'or au lion de gueules accompagné de huit coquilles d'azur Armes de la seigneurie de Bourbon jusqu'à son passage à la maison de France en 1287. |
|                         | Labourd (Aquitaine) Parti, au 1 d'or au lion de gueules tenant de sa dextre un dard du même posé en barre, au 2 d'azur à la fleur de lys d'or |
|                         | Villers-Farlay (Franche-Comté) D'or au lion de gueules |
|                         | Van Goidtsenhoven (Brabant) D'or au lion de gueules. |
|                         | Famille de Roffignac (Limousin) D’or au lion de gueules. |
|                         | Famille du Pont-l'Abbé (Bretagne) D’or au lion de gueules, armé et lampassé d'azur. |
|                         | Famille du Puy-Montbrun (Dauphiné) D’or au lion de gueules armé et lampassé d'azur. |
|                         | Soissonnois (L'Aisne) D'or au lion de gueules, à la bordure du même |
|                         | Thiérache (L'Aisne) Parti, au 1 coupé en chef fascé d'argent et de gueules de huit pièces et en pointe d'azur aux trois fleurs de lys d'or et au 2 d'azur semé de fleurs de lys d'or ; sur le tout d'or au lion de gueules |
|                         | Bermond d'Anduze (évêque de Viviers) D'argent au lion de gueules. |
|                         | Famille de Laire D'argent au lion de gueules. |
|                         | Comté d'Armagnac D'argent au lion de gueules 1. comtes d'Armagnac et de Rodez 2. comtes de Pardiac (cadet des précédents) |
|                         | Famille d'Aux, originaire de l'évêché de Nantes ( Guyenne) Coupé au 1 : d’azur à trois roquets d’argent ; au 2 : d’argent au lion de gueules, qui est Armagnac. |
|                         | Duché de Limbourg Les premiers comtes portent : d'argent au lion de gueules armé et lampassé d'or, puis : 1. en 1214, ils ajoutent une couronne pour marquer une prétention au marquisat de Namur ; 2. la queue est fourchée (double) pour marquer la possession de deux fiefs : - Limbourg et Luxembourg en 1221 - Limbourg et Berg en 1226 ; 3. les comtes de Berg gardent la couronne et la double queue, mais celle-ci est passée en sautoir. À l'extinction de cette branche en 1348, les comtes de Luxembourg-Saint-Pol reprendront leurs armes ; 4. les comtes de Luxembourg ajoutent un burelé, qui est probablement lié au comté (la queue est d'abord simple, puis fourchée et passée en sautoir entre 1282 et 1282, puis à nouveau simple après 1288) ; 5. le comté de Limbourg, lui est acquis par les ducs de Brabant qui en font un écartelé ; 6. le Brabant et le Limbourg passent par héritage aux Valois-Bourgogne ; 7. puis à Philippe III le Bon, duc de Bourgogne ; Ces armes ont elle-même été brisées pour donner celles : 1. des seigneurs de Fauquemont ; 2. des comtes de Durbuy ; 3. des seigneurs de Ligny ; 4. de Jean II de Luxembourg (1392 † 1441), comte de Ligny ; 5. d'Henri VII de Luxembourg (1275 † 1313), comte de Luxembourg, puis empereur germanique ; 6. de Jean l'Aveugle (1296 † 1346), comte de Luxembourg et roi de Bohême ; 7. de Wenceslas Ier (1337 † 1383), duc de Luxembourg, de Brabant et de Limbourg. |
|                         | Famille du Puiset, vicomtes de Chartres D'argent au lion de gueules armé et lampassé d'or. |
|                         | Comtes de Poitiers D'argent au lion de gueules armé et lampassé d'or Ces armes furent portés par Richard Cœur de Lion pendant la troisième croisade : 1. Elles sont probablement à l'origine du blason du royaume de Chypre (ajout d'une couronne), conquis par le roi Richard. 2. Les Lusignan, qui obtinrent ce royaume, ajoutèrent les armes de Chypre sur leur blason burelé. 3. Richard concéda également le chef au lion au sire de Joinville qui lui avait sauvé la vie (toutefois le lion est réduit à sa partie supérieure -lion issant- et perd l'or de ses ongles et langue). Ces armes furent également brisées par Richard de Cornouailles (4), un fils cadet Jean sans Terre, qui devint roi des romains (5) et ses descendants, les barons Grey de Codnor (6) Les armoiries de Chypre furent associés : - avec les armes de Jérusalem - avec celles de l'Arménie - dans les armes successives de la maison de Savoie |
|                         | Rois d'Arménie de la famille Héthoumide, de 1226 à 1341 D'argent au lion de gueules armé, lampassé et couronné d'or Ces armes auraient été adoptées indépendamment de celles du royaume de Chypre D'or au lion de gueules, armé, lampassé et couronné d'azur Voir : Emblèmes arméniens. |
|                         | Royaume de León D'argent au lion de gueules armé, lampassé et couronné d'or. Le lion existe également de pourpre. Armes parlantes. |
|                         | Famille de Goüyon, seigneurs de Matignon D'argent, au lion de gueules couronné d'or (sceau 1219). |
| Blason famille Berthois | Famille Berthois de La Rousselière - Auguste-Marie, 1er baron de Berthois (1787 † 1870), lieutenant-général du génie, député d'Ille-et-Vilaine, créé 1er baron de Berthois (12 décembre 1820) D'argent, au lion de gueules, couronné du même, au chef d'azur, ch. d'un croissant d'or. |
|                         | Valromey (Franche-Comté) Palé d'argent et d'azur de six pièces, au lion de gueules, couronné et lampassé d'or, brochant sur le tout. |

### Lions de sinople
| Figure | Blasonnement et commentaires |
| ------ | --- |
|        | Andoins (64) D'or, au lion de sinople                                                                                                |
|        | Agincourt (54) D'argent au lion de sinople                                                                                           |
|        | Duault, Bretagne D'argent, au lion de sinople, armé et lampassé de gueules, couronné d'or.                                           |
|        | Marquisat de Franchimont, Principauté de Liège D'argent, à trois lions de sinople, armés et lampassés de gueules, et couronnés d'or. |

### Lions de pourpre
| Figure | Blasonnement et commentaires |
| ------ | --- |
|        | Royaume de Léon D'argent au lion de pourpre armé, lampassé et couronné d'or. Le lion existe également de gueules. Armes parlantes. Ces armes firent ensuite partie de celles de différents rois de Castille, puis d'Espagne : 1. rois de Castille et de León ; 2. famille de La Cerda ; 3. union des royaumes espagnols sous les rois catholiques ; 4. rois catholiques après la prise de Grenade ; 5. Ferdinand II, roi d'Aragon, de Castille, de Leon, de Sicile et de Naples ; 6. Jeanne Ire et Philippe Ier, rois de Castille ; 7. rois d'Espagne de la famille des Habsbourg ; 8. rois d'Espagne et du Portugal de la famille des Habsbourg (1580-1640) ; 9. rois d'Espagne de la famille des Bourbon (1700-1761) ; 10. rois d'Espagne de la famille des Bourbon (1761-1931) ; 11. Amédée Ier de Savoie-Aoste, roi d'Espagne ; 12. rois d'Espagne de la famille des Bourbon (1975-) |
|        | Famille da Silva D'argent au lion pourpre armé et lampassé d'azur. Ces armes furent portés par les comtes de Portalegre/marquis de Gouveia (au Portugal) |

### Lions d'hermine
| Figure | Blasonnement et commentaires                                                        |
| ------ | ----------------------------------------------------------------------------------- |
|        | Maison de Baugé d'azur au lion d'hermine                                            |
|        | Bugey de gueules au lion d'hermine                                                  |
|        | Famille d'Aubigné de gueules au lion d'hermine, armé, lampassé et couronné d'or     |
|        | Famille de Chabannes de gueules, au lion d'hermine, lampassé, armé et couronné d'or |

### Lions de vair
| Figure | Blasonnement et commentaires                                                                                 |
| ------ | --- |
|        | Coucouron d’or au lion couronné de vair.                                                                     |
|        | Montlaur d'or, au lion de vair, armé, lampassé, couronné de gueules                                          |
|        | Jan van Brumis d'or, au lion de vair, armé et lampassé d'azur, muflé de gueules, le bout des pattes du même. |
|        | Famille de Kerenec (Bretagne) D'azur au lion vairé d'argent et de gueules.                                   |

### Lions partitionnés, chargés ou autre...
| Figure | Blasonnement et commentaires |
| ------ | --- |
|        | Wattrelos d'azur au lion fascé d'argent et de gueules, armé, lampassé et couronné d'or                                                     |
|        | Mézy-sur-Seine d'azur au lion d'or marqueté de sable                                                                                       |
|        | La Châtaigneraie D'argent au lion d'azur semé de fleurs de lys d'or.                                                                       |
|        | Armorial des chevaliers de la Table ronde#B Brunor le Noir "D'argent au lion échiqueté de sable et de gueules, armé et lampassé de sinople |
|        | LoRusso di Mistri "D'azur,lion couronné, burelé de gueules et d'argent.(Italie)                                                            |

#### Lions coupés
| Figure | Blasonnement et commentaires |
| ------ | --- |
|        | Famille Conen de Saint-Luc (Bretagne) Coupé d'or et d'argent, au lion de l'un en autre, armé, lampassé et couronné de gueules.          |
|        | Famille Conen de Saint-Luc (Bretagne, alias) D'argent, coupé d'or, à un lion de l'un en l'autre, armé, lampassé et couronné de gueules. |
|        | Famille d'Espinay (Bretagne) D'argent au lion coupé de gueules sur sinople, armé, lampassé et couronné d'or.                            |
|        | Famille des Vaux (Maine) Coupé d'argent et de sable, au lion de l'un en l'autre, armé et lampassé de gueules.                           |

#### Lions tranchés
| Figure | Blasonnement et commentaires                                                           |
| ------ | -------------------------------------------------------------------------------------- |
|        | Famille Jochaud (Bretagne) Tranché d'argent et de sinople, au lion de l'un en l'autre. |

#### Lions taillés
| Figure | Blasonnement et commentaires                                                                                                 |
| ------ | --- |
|        | Bébing, Taillé d'or et de sable au lion d'azur dans l'or et d'argent dans le sable, armé, couronné et lampassé d'or.         |
|        | Hambach, D'or au lion couronné, taillé de gueules et de sable, tenant une tige de sinople fleurie de trois roses au naturel. |

#### Parti
| Figure               | Blasonnement et commentaires |
| -------------------- | --- |
| Blason de Villacourt | Villacourt, D'or parti d'azur au lion de l'un en l'autre lampassé de gueules. |
|                      | Villey-Saint-Étienne, parti d’azur et d'or léopard brochant de l'un en l'autre; au chef parti d'or à trois têtes de lions de gueules lampassées et couronnées d'argent et d'azur à trois cailloux d'argent. |

### Lions contournés
| Figure | Blasonnement et commentaires                                                                             |
| ------ | --- |
|        | Maison de Lusignan Burelé d'argent et d'azur, au lion rampant contourné de gueules brochant sur le tout. |

### Lions naissants ou issants
| Figure | Blasonnement et commentaires |
| ------ | --- |
|        | Saint-Gervais-les-Bains D'azur au lion naissant d'or. |
|        | Famille Acaron D'azur au lion d'or issant des ondes du même, ombrée de sable accompagné de trois étoiles d'or rangée en chef. |
|        | Monteynard De vair au chef de gueules chargé d'un lion issant d'or. |
|        | Louvigné-de-Bais Coupé, au premier d’argent au lion issant de gueules armé d’or, au second losangé de gueules et d’or, à la croix pattée de sable brochant sur le tout; le tout enfermé dans une bordure d’azur chargée de neuf macles d’or. |
|        | Bron D'or à la fasce de gueules accompagnée, en chef, d'un lion issant de sable et, en pointe, d'un dauphin d'azur. |

### Lionceaux
| Figure | Blasonnement et commentaires |
| ------ | --- |
|        | comtes de la Marche de la maison de Bourbon d'azur semé de fleurs de lys d'or à la bande de gueules chargée de trois lionceaux d'argent Les lionceaux auraient finis par être confondus avec des lions léopardés (voir plus bas). |
|        | comte de Vendôme de la maison de Bourbon d'azur à trois fleurs de lys d'or et à la bande de gueules chargée de trois lionceaux d'argent                                                                                           |
|        | comté de Périgord de gueules à trois lionceaux d'or, armés, lampassés et couronnés d'azur |
|        | Vicomtes de Limoges d'or à trois lionceaux d'azur, armés et lampassés de gueules |
|        | Picardie écartelé, aux 1 et 4 d'azur à trois fleurs de lys d'or, aux 2 et 3 d'argent à trois lionceaux de gueules |
|        | Cambrésis d'azur à trois lionceaux d'or |
|        | Famille Sitwell (Angleterre) Fascé de huit pièces d’or et de sinople, à trois lionceaux de sable |
|        | Geoffroy Plantagenêt (1113-1151), comte d'Anjou et du Maine d'azur, à six (peut-être huit ?) lionceaux d'or posés 3, 2 et 1 |

### Lions vilenés
| Figure | Blasonnement et commentaires                                                                                        |
| ------ | --- |
|        | Bormes-les-Mimosas (83) D'azur au lion d'or, lampassé, armé et vilené de gueules, surmonté d'une couronne d'argent. |
|        | Méharin (64) D'or au lion d'azur armé vilené et lampassé de gueules.                                                |

### Lions mornés
| Figure | Blasonnement et commentaires                                                                                                 |
| ------ | --- |
|        | Famille de Foucauld, Guyenne D'or, au lion morné de gueules.                                                                 |
|        | Maison de Hay, Originaire d' Écosse De sable, au lion morné d'argent. (Sceau de 1298)                                        |
|        | Famille du Coëtlosquet, Duché de Bretagne De sable, semé de billettes d'argent, au lion morné du même, brochant sur le tout. |

### Lions affrontés
| Figure                  | Blasonnement et commentaires |
| ----------------------- | --- |
| Blason famille Boyspean | Famille du Boispéan de Frossay (Evéché de Nantes) D'argent à un arbre de sinople, accosté de deux lions affrontés de gueules.                                                          |
|                         | Famille Fourché, Originaire du Poitou De sable au chevron d'or, accompagné en chef de deux lions affrontés d'argent, lampassés et couronnés d'or, et en pointe d'une molette d'argent. |

### Têtes de Lions
| Figure | Blasonnement et commentaires                                                                                            |
| ------ | --- |
|        | Famille Scott de Martinville, Originaire d' Écosse D'or, à trois têtes de lion de gueules arrachées et languées d'azur. |

### Ombre de Lion
| Figure | Blasonnement et commentaires |
| ------ | --- |
|        | Maison de Trazegnies Bandé d'or et d'azur, à l'ombre de lion, brochant sur le tout, à la bordure engrêlée de gueules.                                 |
|        | Seigneurs de Florenville bandé d'argent et d'azur (ou d'argent à trois bandes d'azur), à l'ombre de lion brochante, à la bordure engrelée de gueules. |
|        | La Couture Bandé de gueules et d’argent, à une ombre de lion brochant sur le tout, à la bordure engrêlée d’or.                                        |

## Léopards et lions passants

### Léopards
| Figure                | Blasonnement et commentaires |
| --------------------- | --- |
|                       | Maison de Laval De gueules au léopard d'or. |
|                       | Duché de Guyenne De gueules au léopard d'or, armé et lampassé d'azur. |
|                       | Duché de Normandie De gueules à deux léopards d'or l'un sur l'autre. |
|                       | Rois d'Angleterre De gueules à trois léopards d'or, armés et lampassés d'azur. ces armes furent : 1. écartelées avec les lys de France ancien de 1340 à 1422 2. écartelées avec les lys de France moderne de 1422 à 1603 3. écartelées avec la France, l'Écosse et l'Irlande de 1603 à 1714 4. écartelées avec la France, l'Écosse, l'Irlande et Hanovre de 1714 a 1800 5. écartelées avec l'Écosse, l'Irlande et Hanovre de 1800 à 1837 6. écartelées avec l'Écosse et l'Irlande depuis 1837 Ces armoiries ont donné lieu à de nombreuses brisures : |
|                       | Jean de Bretagne, comte de Montfort D'hermine plain à la bordure de gueules, chargée de léopards d'or. |
| Blason famille Bréhan | Famille de Bréhan Branche aînée : De gueules au léopard d'argent. Ces armes sont portées aussi par les communes de Bréhand dans les Côtes-d'Armor et de Mauron dans le Morbihan. |
|                       | Famille du Parc D'azur au léopard d'or, qui est du Faou, au lambel de gueules. |
|                       | Estonie d'or à trois léopards d'azur |
|                       | Famille de Névet (Bretagne) D'or au léopard morné de gueules. |

### Léopard rampant (léopard lionné)
| Figure | Blasonnement et commentaires                                                                                                  |
| ------ | --- |
|        | comté de Rodez de gueules au léopard lionné d'or 1. comtes d'Armagnac et de Rodez 2. comtes de Pardiac (cadet des précédents) |
|        | Muzillac de gueules au léopard lionné d'hermine 1. Seigneur de Muzillac                                                       |

### Têtes de Léopards
| Figure                     | Blasonnement et commentaires |
| -------------------------- | --- |
|                            | Famille de Chazelles (Languedoc) D'azur à une tête de léopard d'or lampassée de gueules ; au chef cousu de gueules chargé à dextre d'un croissant d'argent et à senestre d'une étoile du même. |
|                            | Famille Uget ou Huget, Sr de la Vairie Duché de Bretagne D'azur à trois tête de léopard arrachées et lampassées d'or.                                                                          |
|                            | Famille de Suffren, Originaire de Provence, Marquis de Saint-Tropez D’azur au sautoir d’argent, cantonné de quatre têtes de léopard d’or.                                                      |
| Blason famille de Cahideuc | Famille de Cahideuc (Bretagne) De gueules à trois têtes de léopard d'or, lampassées de gueules.                                                                                                |
|                            | Daniel, 6e abbé de Parc (1190-1192) De gueules chargé de trois têtes de léopard d'or. |

### Lions passants (lions léopardés)
| Figure | Blasonnement et commentaires |
| ------ | --- |
|        | Rois de Danemark D'or, à neuf cœurs de gueules, posés en trois pals, à trois lions léopardés d'azur, armés et lampassés de gueules, couronnés du champ, brochant sur-le-tout Ces armes furent ensuite partie de celles de différents rois et reines de Danemark : 1. rois de Danemark, Norvège et Suède (1460-1523) ; 2. rois de Danemark et Norvège (1523-1535) ; 3. rois de Danemark et Norvège (1535-1559) ; 4. rois de Danemark et Norvège (1559-1699) ; 5. rois de Danemark et Norvège (1699-1819) ; 6. rois de Danemark (1819-1903) ; 7. rois de Danemark (1903-1948) ; 8. le roi Frédéric IX (1948-1972) ; 9. la reine Margrethe II (1972-2024) ; 10. le roi Frédéric X depuis 2024. |
|        | Duché de Schleswig D'or à deux lions passants d'azur, armés et lampassés de gueules Ces armes furent écartelées avec celles de Danemark (voyez au-dessus) ou parties avec les armes de Holstein, et aussi avec les lions en revers, à former les armoiries de Schleswig-Holstein. |
|        | Hohenstaufen d'or à trois lions passants de sable |
|        | Comté de Bigorre d'or à deux lions léopardés de gueules, armés et lampassés d'azur. Ces armes se retrouvent sur les rois de Navarre (et comtes de Bigorre) des familles suivantes : - Maison de Foix-Béarn-Grailly - Maison de Foix-Béarn-Grailly et rois de Navarre - Maison d'Albret |
|        | Vicomtes de Carlat de la maison de Millau De gueules, au lion léopardé d'or. |
|        | Famille Le Denmat (Bretagne) De gueules au lion léopardé d'or. |
|        | Famille de La Rouaudière de Tesnières (Anjou) De gueules à un lion léopardé d'or. |
|        | La Roche-Posay (Vienne) D’or au lion passant de sinople, armé et lampassé de gueules. |
|        | Comtes de la Marche de la maison de Bourbon d'azur semé de fleurs de lys d'or à la bande de gueules chargée de trois lions léopardés d'argent À l'origine, le blasonnement indiquait des lionceaux (voir plus haut), mais ils semblent avoir évolué en lions léopardés avec le temps. |
|        | Saint-Fulgent (Vendée) d'azur semé d'étoiles d'or au lion léopardé du même, armé et lampassé de gueules, brochant sur le tout |
|        | Famille Le Voyer, Originaire de Touraine D'azur, à deux lions léopardés d'or couronnés du même armés et lampassés de gueules. Blason François-Élie Le voyer : D'azur, à deux lions léopardés d'or, passant l'un sur l'autre, couronnés du même ; écartelé d'argent à la fasce de sable, qui est Geffault, sur le tout un écusson d'azur au lion de Saint-Marc sur une terrasse de sinople. |

## Lions ni rampant, ni passant...
| Figure | Blasonnement et commentaires |
| ------ | --- |
|        | Université de Poitiers (Vienne) D'argent, à un livre de gueules, dont la tranche à dextre est tenue fermée de deux lanières à queue tréflée, et accosté de deux lions affrontés d'or le soutenant, accompagné de 6 fleurs de lis aussi d'or, trois rangées en chef et trois rangées en pointe. |
|        | Arles (Bouches-du-Rhône) D'azur au léopard lionné accroupi d'or, la queue remontant entre les jambes, la patte dextre élevée tenant un labarum de Constantin du même chargé d'une inscription de sable CIV.AREL. |
|        | Balsièges De sinople au pont en dos d'âne d'une arche et deux demies d'argent maçonné de sable, mouvant des flancs, posé sur une rivière aussi d'argent, surmonté d'un lion couché contourné du même, accompagné, en chef à dextre, d'un roc d'échiquier aussi d'argent et, à senestre, d'un écusson cousu d'azur au chêne arraché d'or, de quatre branches passées en double sautoir, sommé, à dextre, d'une mitre du même et, à senestre, d'une tête de crosse épiscopale contournée aussi d'or.                                                 |
|        | Godefroi d'Estrades Écartelé: au 1, de gueules, au palmier d'or, posé sur une terrasse de sinople, au lion léopardé d'argent couché sur la terrasse (Estrades); au 2, d'azur, à la fasce d'or, acc. de trois têtes de léopards d'or (La Pole-Suffolk) ; au 3, écartelé en sautoir de sinople et d'or, le sinople chargé d'une bande doré surchargé d'une bande de gueules, l'or chargé des mots AVE MARIA en pal à dextre et GRATIA PLENA à senestre en lettres d'azur (Mendoza) ; au 4, de gueules, à sept losanges d'argent, 3, 3 et 1 (Arnoul). |

## Lionschimériques
| Figure | Blasonnement et commentaires |
| ------ | --- |
|        | Doulcon (Meuse) Tranché ondé : au 1er de sinople à la tour d'argent ouverte et ajourée du champ adextrée d'un léopard ailé assis de front d'argent, au 2e de gueules à deux clés renversées et contournées d'argent, rangées en bande; à la cotice ondée d'or brochant sur la partition. |
|        | Saint-Marc-Jaumegarde (Bouches-du-Rhône) D'azur au lion ailé contourné d'or assis sur une terrasse d'argent. |
|        | |
|        | Bretigney (Doubs) D'or au lion mariné de gueules, couronné, armé, lorré et lampassé d'argent. |
|        | Corre (Haute-Saône) D’azur semé de billettes d’or, à deux lions affrontés, bissés et couronnés d’or, armés et lampassés de gueules ; enté d’or chargé de quatre poissons ployés de sinople, lorrés de gueules et ordonnés en croix virgulée. |
|        | Plan-de-Cuques (Bouches-du-Rhône) De sinople, au lion dragonné couché d'or, crachant une gerbe d'eau d'argent chargée du millésime 1873 d'azur ; au chef composé : à dextre au champ d'argent à la croix d'azur (qui est de Marseille), chargé en pointe du millésime 1792 d'or brochant sur le tout ; en coeur au champ d'or à quatre pals de gueules (qui est de Provence ancien) ; à senestre au champ d'azur au croissant renversé d'argent accompagné en pointe de trois étoiles et en chef de deux demi-vols de même (qui est d'Allauch), chargé en pointe du millésime 1937 d'or. |